# Retaule de Sant Miquel (Huguet)
El Retaule de Sant Miquel és una obra d'estil gòtic català realitzada al tremp d'ou per Jaume Huguet entre els anys 1455 i 1460. Se'n conserven sis taules de les nou que tenia quan va ser encarregat pel Gremi de Tenders Revenedors de Barcelona el 1455 per a la seva capella dins l'església de Santa Maria del Pi. Al segle xv, la capella de Sant Miquel de l'església del Pi estava ubicada on actualment hi ha la capella de la Immaculada. Posteriorment, l'advocació al sant va ser traslladada a l'actual capella de Sant Miquel on es va instal·lar un retaule barroc. El 1923 la Junta de Museus de Catalunya va començar una negociació amb el gremi, que el 1940 va permetre l'ingrés de sis compartiments del mateix conjunt en dipòsit, per acabar sent adquirits el 1970 pel Museu Nacional d'Art de Catalunya, on actualment s'exposen.

## Història
La datació va ser proposada a partir dels documents de concessió de la capella de Sant Miquel de Santa Maria del Pi al Gremi de Tenders Revenedors el gener de 1455 i de la consagració d'aquesta el 3 de maig de 1456, dates coincidents amb l'atribució per motius estilístics. Ara bé, existeixen algunes diferències d'estil entre algunes taules, fet que ha dut a pensar que el dia de la consagració només les taules centrals del retaule estaven acabades, i que la resta haurien estat pintades posteriorment, entre 1456 i 1460, un retard probablement causat per la coincidència amb la guerra civil catalana.
Dos segles més tard es va instal·lar un cor al centre de la nau que limitava l'espai i dificultava les activitats del gremi. A conseqüència d'això, el 10 d'abril de 1630, es varen traslladar a la veïna capella de Sant Cosme i Sant Damià. Un segle més tard, el 1798, el gremi va optar per encarregar un nou retaule barroc a Salvador Gurri que, a més de la imatge de l'arcàngel, incorporés els sants protectors de la nova capella. El retaule d'Huguet va ser desmuntat i conservat a les instal·lacions del gremi.
Va ser exposat al Saló d'Art Antic celebrat a Barcelona el 1936, cedit pel gremi de Revenedors.
En començar la Guerra Civil Espanyola i per a protegir les obres d'art dels saquejos de què eren víctimes els edificis religiosos, el President de la Generalitat de Catalunya va dictar el 22 de juliol de 1936 un decret de defensa del patrimoni amenaçat. Grups de voluntaris es varen organitzar per a salvar les obres en perill. Les sis taules del retaule dels Revenedors varen ser traslladades el mateix dia 22 al Museu d'Art de Catalunya per Apel·les Fenosa, Francesc Camps Ribera, Santiago Soto Fernández i Ramon Llisas Fernández. Dos dies més tard, Companys va ordenar decomissar «tots els materials i objectes d'interès pedagògic, científic, artístic, històric, arqueològic, bibliogràfic i documental, que estiguin situats als edificis o locals d'institucions públiques del territori de Catalunya afectats pels actuals esdeveniments». Posteriorment varen ser traslladades a Olot, quan les instal·lacions del museu varen ser buidades fugint dels bombardejos de Barcelona.
Encara que la Junta de Museus de Barcelona va reclamar a començaments del segle xx la seva cessió, aquesta no es va produir fins al 1940, en què l'Associació de Socors Mutu, nom del que havia estat el gremi de Revenedors, va cedir les taules al Museu Nacional d'Art de Catalunya.

## Dades de context

### L'autor
Jaume Huguet (Valls 1412 - Barcelona 1492) fou un pintor gòtic català amb un estil que va evolucionar del gòtic internacional cap a les innovacions incorporades des de la pintura flamenca. La seva formació es va realitzar entre València, Tarragona i Barcelona, si bé no es descarta que pogués haver visitat Sardenya o Nàpols, que formaven part de la Corona d'Aragó. Va desenvolupar la seva màxima activitat a Barcelona a partir de 1448, on va crear un taller que pràcticament va monopolitzar la realització de retaules a Catalunya durant la segona meitat del segle xv, un cop morts Bernat Martorell i Lluís Dalmau. El seu taller va incorporar els seus deixebles i també membres de la família Vergós amb qui va mantenir una estreta relació personal i que són considerats coautors d'aquest retaule.
Una part important de la seva obra s'ha perdut en revoltes que han destruït les esglésies que les contenien i la majoria d'obres conservades són panells de retaules que han estat desmuntats.

### L'estil
En aquest període varen aparèixer a València les modernes tendències de l'època que venen a produir una evolució dels artistes educats en el gòtic internacional. Va arribar la influència del realisme dels primitius flamencs, especialment de l'escola pictòrica de Jan van Eyck, autor de moda a la Corona d'Aragó gràcies a la mà de Lluís Dalmau. Es pot suposar que Jaume Huguet va assimilar aquestes noves formes arribades de Flandes a València abans que Lluís Dalmau marxés a Barcelona l'any 1445, any de l'arribada de Jaume Huguet.
En els primers anys de la seva carrera, on s'enquadra aquesta obra, l'autor va manifestar un aire figuratiu propi de l'estil italià. En algunes obres sorprèn la proximitat al quattrocento, com al Retaule de l'Epifania del Museu Episcopal de Vic.
En aquesta obra, la tècnica emprada es caracteritza per l'aplicació de pinzellades llargues i un dibuix de gran precisió. D'aquesta manera aconsegueix donar una notable corporeïtat a les figures, unes figures de molta elegància. Aquesta corporeïtat no aconsegueix, però, la sensació escultòrica que Robert Campin o Jan van Eyck donen a les seves figures, però s'hi aproxima. El distanciament en el tractament escultòric també es pot apreciar a la roba.
Amb tot, Huguet manifesta una preocupació per la representació tridimensional sobre dues dimensions aplicant rudimentaris instruments de perspectiva amb la convergència dels terres enrajolats, així com un manifest interès per separar els diferents plans entre personatges mitjançant la mida d'aquests.
Els rostres són molt expressius, com els dels personatges que assisteixen a l'Aparició de sant Miquel al castell de Sant'Angelo, molt ben treballats i amb una clara voluntat d'individualitzar-los. De fet, a l'obra d'Huguet un dels trets més característics és la incorporació d'un ampli ventall de personatges individualitzats, un tret d'ascendència flamenca.
Huguet desplega una clara tendència a dotar les escenes d'elements reals, i té especial cura pels ambients en què es mouen les figures, amb escenes a l'aire lliure i paisatge de fons que l'aproximen a la pintura flamenca. Destaca la voluntat de l'artista per crear la il·lusió d'espai, si bé el lligam entre primer terme i fons no sempre està ben treballat. Per exemple a la taula de l'Aparició de Sant Miquel al castell de Sant'Angelo, tot i que la processó podria ser un recurs espacial per tal de guanyar perspectiva i donar profunditat, no s'ha sabut resoldre, i en comptes de veure's un distanciament i disminució progressiu, els seus integrants semblen amuntegats en el primer terme. Ara bé, encapçalant la processó trobem un personatge d'esquena, un recurs giottesc per crear profunditat que també utilitzaria Robert Campin amb el personatge de Zelemi, la llevadora de la Nativitat de Dijon, o a Les noces de la Mare de Déu del Museu del Prado.

### Tema
El retaule està dedicat a la divinitat de l'arcàngel Sant Miquel, un dels miles Christi -guerrers de Crist-, juntament amb sant Jordi amb qui comparteix atributs similars, tan sols diferenciats per les ales d'àngel del primer.
Tot i les poques referències seves que apareixen a la Bíblia, ha comptat històricament amb una gran devoció potser pel seu rol d'àngel protector del poble d'Israel, tal com es narra a Daniel 10:13-21. Se'l representa dirigint els exèrcits cel·lestials contra Satanàs i els àngels rebels, expulsant-los del Cel.［Apocalipsi 12:7-9］ Sant Miquel és també el psicopompo que s'encarrega de pesar les bones i males accions en el Judici Final, una funció derivada de les divinitats paganes de l'Anubis egipci i l'Hermes grec. La devoció d'aquest va passar d'orient cap a la zona d'influència romana d'Orient del sud d'Itàlia. No obstant, aquesta imatge, molt freqüent a l'art gòtic, no apareix en aquest retaule.
La gran extensió de la seva devoció es va difondre a la segona meitat del segle xiii mitjançant la Llegenda àuria de Jacopo della Voragine, on es narren diverses llegendes del sant. Dins del context desolador que es vivia a Europa per un cúmul de desgràcies i calamitats, aquesta obra va aconseguir travessar el continent àvid de sants protectors contra la mort, com sant Miquel, sant Maurici o sant Adrià.
D'aquesta publicació se'n deriven alguns dels episodis més coneguts com l'Aparició de Sant Miquel al castell de Sant'Angelo o El Miracle del mont Gargano, probablement el tema d'una de les taules perdudes d'aquest retaule.
Com a miles Christi, el seu enfrontament amb les forces del mal adopta una triple fórmula iconogràfica. La més popular és la seva Lluita contra el drac, a vegades en combinació amb la psicòstasi. La Batalla del cel és el segon escenari que acaba en la caiguda dels àngels rebels de l'Apocalipsi 12:7-9. Per acabar, el combat amb l'anticrist, un episodi que representa un precedent del Judici Final. Dues d'aquestes representacions, la Lluita contra el drac a la taula central, i el Combat amb l'anticrist figuren en aquest retaule.

## Descripció taules
El retaule s'estructurava en tres carrers.
El central, probablement el primer que es va realitzar, conté tres taules: la principal està al pis inferior, és una de les més grans i està dedicada a l'arcàngel Sant Miquel, titular del retaule; al centre del carrer, la segona taula està dedicada a la Mare de Déu entronitzada què està representada rodejada de santes amb una estètica eyckiana i, a la taula superior, es representa un calvari, clàssic als retaules de l'època.
Les taules que es conserven dels carrers laterals corresponen a esdeveniments protagonitzats per sant Miquel. La taula superior del carrer dret mostra la victòria del sant sobre l'anticrist, un fet que és una de les icones distintives d'aquest arcàngel; al pis inferior del mateix carrer està el Miracle del Mont Saint-Michel i, a l'única taula que ha sobreviscut del carrer esquerre, hi ha un altre miracle del sant, l'Aparició de Sant Miquel al castell de Sant'Angelo.
Si es fa una anàlisi conjunta, es pot arribar a la conclusió que existeix una uniformització dels temes escollits, i que per tant, les taules desaparegudes del retaule podrien haver estat temes com el miracle de Mont Gargano, la Caiguda dels Àngels Rebels o la missa per les ànimes dels difunts. Per altra banda, el gran nombre d'obres pictòriques amb la imatge i la llegenda de sant Miquel és una prova irrevocable de l'extensió del culte a tota Catalunya a finals de l'edat mitjana.
| Imatge | Dades                                                                    | Dades |
| --- | ------------------------------------------------------------------------ | ----- |
| | Calvari                                                                  |       |
| 1455-1460 | Tremp, relleus d'estuc i daurat amb pa d'or sobre fusta 214,4 × 135,8 cm |       |
| MNAC |                                                                          |       |
| El calvari o crucifixió era la taula superior central del retaule, una ubicació habitual als retaules d'Huguet. A banda dels personatges propis de la crucifixió, sant Joan sostenint la Mare de Déu, les tres maries, Jesús i els lladres; a la dreta s'observa un bisbe a cavall que representa un dels prínceps dels sacerdots que es descriuen a tres dels evangelis canònics increpant Jesús crucificat. Una imatge que es troba a d'altres pintures de Lluís Borrassà, Joan Mates i Bernat Martorell. El propi Huguet va fer servir la figura del bisbe a l'escena de la crucifixió del Retaule de Pertegàs del MNAC i al Retaule dels sants Abdó i Senén. Aquesta figura només es troba a la pintura gòtica catalana. |                                                                          |       |
| | Mare de Déu i les santes                                                 |       |
| 1455-1460 | Tremp, relleus d'estuc i daurat amb pa d'or sobre fusta 136,2 × 135,8 cm |       |
| MNAC, Barcelona |                                                                          |       |
| Una entronització de la Mare de Déu amb Nen, amb un cert aire flamenc, com a La Mare de Déu del canonge Van der Paele o a la Mare de Déu i Nen amb santa Bàrbara, Elizabeth i Jan Vos, obres de Jan van Eyck, amb un tron central sobre catifa oriental i amb dues santes a cada costat. L'acompanyen santa Bàrbara, amb la torre com a atribut; santa Llúcia, amb els ulls sobre una safata; santa Agnès amb un xai i una màrtir amb la palma. La inclusió de fons d'or contribueix a una menor sensació d'espaiositat, alhora que realça les figures humanes i els dona major protagonisme. Amb tot, l'autor aconsegueix una certa perspectiva amb el recurs del paviment enrajolat i la catifa esmentada. |                                                                          |       |
| | Sant Miquel                                                              |       |
| 1455-1460 | Tremp, relleus d'estuc i daurat amb pa d'or sobre fusta 214 × 136 cm     |       |
| MNAC |                                                                          |       |
| És la imatge més coneguda del retaule. Mostra un jove sant Miquel de pell blanca i cabellera rossa i rinxolada que destaca sota una corona daurada emmarcada dins un gran nimbe. De la seva esquena surten dues grans ales que sobrepassen per sobre del cap i la corona, creant una il·lusió visual com si fos emmarcat dins una màndorla. Per semblar-se a les ales d'un ocell, l'artista les ha cobert de plomes de paó. Va elegantment vestit amb una mena de gipó que li arriba per sota de la cintura, decorat amb motius florals daurats sobre fons negre. Porta una llarga capa de color verd folrada en vermell i fistonejada en or, que li baixa des de les espatlles fins a l'altura dels genolls; està agafada davant del seu coll amb un fermall daurat. No porta armadura al seu cos, si bé porta cuixals sobre les cames i grans proteccions als braços. El braç dret el porta aixecat sostenint una llança rematada amb una creu, mentre que l'esquerre el recolza sobre l'espasa enfundada que porta a la cintura. La seva posició és capalta, aixafant i llancejant un monstre antropomorf situat sota els seus peus que representa Llucifer i la victòria de l'arcàngel sobre els àngels rebels. La taula va ser retallada a la part baixa on apareixia el dimoni als peus de sant Miquel. |                                                                          |       |
| | Aparició de Sant Miquel al castell de Sant'Angelo                        |       |
| 1455-1460 | Tremp, relleus d'estuc i daurat amb pa d'or sobre fusta 184,5 × 106,3 cm |       |
| MNAC, Barcelona |                                                                          |       |
| A la taula es mostra sant Miquel sobre el mausoleu d'Adrià quan hi circulava una processó encapçalada pel papa Gregori I. L'arcàngel eixuga la seva ensangonada espasa i l'enfunda. La iconografia s'inspira en l'aparició de Sant Miquel que se cita a la Llegenda àuria de Jacopo della Voragine. S'hi descriu com a finals del segle VI una epidèmia de pesta va assolar Roma. El papa Gregori I (540-604), posteriorment santificat, havia pregat al Senyor per tal que s'acabés l'epidèmia i va tenir un somni en el qual apareixia l'arcàngel Miquel embeinant l'espasa a la part més alta del que, després d'aquest esdeveniment, es convertiria en el castell Sant'Angelo de Roma. L'aparició va ser interpretada com un senyal de la fi de l'epidèmia. Aquesta és la tercera aparició de sant Miquel Arcàngel. Per a commemorar-ho es va aixecar una capella en el seu honor i l'edifici va passar a anomenar-se Castell de Sant'Angelo. |                                                                          |       |
| | Sant Miquel vencedor de l'Anticrist                                      |       |
| 1455-1460 | Tremp, relleus d'estuc i daurat amb pa d'or sobre fusta 194,8 × 107,3 cm |       |
| MNAC, Barcelona |                                                                          |       |
| Els personatges centrals són sant Miquel matant l'anticrist, un esser amb forma humana, si bé està acompanyat d'un petit dimoni sortint d'ell que l'identifica amb el maligne. La composició deriva probablement de la taula central del Retaule de Sant Miquel de Cruïlles de Lluís Borrassà. Ambdues mostren un combat aeri entre l'arcàngel i l'anticrist per sobre del Mont de les Oliveres amb un grup de gent que els observa expectant. El tema entronca amb les creences escatològiques molt arrelades a la societat catalana del segle xv, molt interessada en els esdeveniments dels darrers dies de la humanitat amb la figura de l'anticrist. La seva presència als retaules catalans del gòtic fa referència a la fi dels temps, a la perspectiva del Judici Final. La victòria de sant Miquel sobre l'anticrist sembla una interpretació feta per Gregori I de 2 Tesalonic 2:8 on manifesta que «serà el mateix Crist qui destruirà amb l'alè de la seva boca». Posteriorment, una de las versions llatines del segle xi de la Sibil·la Tiburtina de Jacopo da Varazze, qui la recull a la Llegenda àuria, on relata com l'anticrist després de simular la seva mort i posterior resurrecció, al tercer dia amb l'ajuda d'arts màgiques i dels dimonis, es va aixecar enlaire produint l'adoració de les masses que l'observaven. A continuació, va plantar la seva tenda al mont de les Oliveres, però «quan estigui dins assegut al seu tron, arribarà Miquel i el matarà». L'escena d'aquesta obra no és fidel amb la descripció de la Llegenda àuria la qual situa l'anticrist assegut en un tron dins una tenda, mentre que aquí està en un combat aeri, una composició inspirada en El Llibre del Àngels d'Eiximenis, concretament al capítol XLI del llibre V on es relata «la terça e quarta obra principal que farà sent Miquel en lo temps final». |                                                                          |       |
| | Miracle del Mont Saint-Michel                                            |       |
| 1455-1460 | Tremp, relleus d'estuc i daurat amb pa d'or sobre fusta 145,3 × 107 cm   |       |
| MNAC |                                                                          |       |
| Representa el miracle atribuït a l'arcàngel sant Miquel en què ajudava una dona que anava de pelegrinatge cap al Mont Saint-Michel quan es posa de part al mig d'una pujada sobtada de la marea. El sant fa que l'espai on es trobava es mantingui sec i segur fins que torni a baixar la marea. Aquest miracle ha estat també atribuït a la intercessió de la Mare de Déu, un fet que es va recollir a la cantiga Acorrer-nos pode e de mal guardar, la número 96 de les Cantigas de Santa María d'Alfons el Savi. |                                                                          |       |